# Білозерово
Білозе́рово (рос. Белозерово) — присілок у складі Великоустюзького району Вологодської області, Росія. Входить до складу Трегубовського сільського поселення.

## Населення
Населення — 96 осіб (2010; 119 у 2002).
Національний склад (станом на 2002 рік):
- росіяни — 96 %